# Mawdryn Undead
Mawdryn Undead (Mawdryn no muerto) es el tercer serial de la 20.ª temporada de la serie británica de ciencia ficción Doctor Who, emitido originalmente en cuatro episodios, dos por semana, del 1 al 9 de febrero de 1983. Este serial inició la "Trilogía del Guardián Negro", introdujo a un nuevo acompañante, Vislor Turlough, interpretado por Mark Strickson, y además reintrodujo a Nicholas Courtney como el Brigadier Lethbridge-Stewart, que no había aparecido desde el serial del Cuarto Doctor Terror of the Zygons, casi ocho años antes.

## Argumento
En 1983, el Brigadier Lethbridge-Stewart se ha retirado de UNIT, y enseña matemáticas en la escuela pública de Brendon. Uno de sus estudiantes, Turlough, un alienígena trionita fingiendo ser humano, se lleva el coche clásico del Brigadier para dar una vuelta, pero acaba teniendo un accidente. Mientras está inconsciente, contacta con él el Guardián Negro, que busca matar al Doctor por su interferencia en hacerse con la Llave del Tiempo. El Guardián Negro le ofrece a Turlough escapar de la Tierra si mata al Doctor, y Turlough accede, con lo que el Guardián Negro le da un dispositivo de comunicación para darle órdenes.
Mientras tanto, el Doctor, Tegan y Nyssa encuentran la TARDIS atrapada en la elipse warp de un estrellado atrapado en el tiempo. Materializando a bordo, encuentran un dispositivo transmat, con puntos finales separados a la Tierra en 1977 y 1983, está creando la interferencia. Turlough llega del transmat 1983, fingiendo falta de comprensión de la situación. El Doctor instruye a Nyssa y Tegan a permanecer a bordo de la TARDIS mientras él regresa con Turlough a 1983 para arreglar ese punto transmat, esperando que permita que escape la TARDIS. En cambio, la TARDIS se materializa en 1977 en un lugar desconocido. Sospechando que UNIT sabría su paradero, el Doctor visita a su amigo, el brigadier retirado Lethbridge-Stewart, y se sorprende al saber que algunos traumas en el pasado le han hecho perder los recuerdos de los últimos años. Sin embargo, como el Doctor habla de 1977, el Brigadier comienza a recuperar algunos recuerdos.
En 1977, Nyssa y Tegan dejan la TARDIS y encuentran a un hombre horriblemente desfigurado en la cápsula transmat, que creen que es el Doctor. Buscan la ayuda del Brigadier más joven, y el "Doctor" insta a los tres a regresar con el estrellado a través de la TARDIS. En 1983, el Doctor detecta el movimiento de la TARDIS, y él, Turlough, y el Brigadier más viejo también regresan al Starliner a través del Transmat. El Doctor se reagrupa con sus compañeros; Al darse cuenta de que hay dos versiones del Brigadier a bordo, les ordena a todos que mantengan a los dos separados, ya que si tocaran, podría liberar una descarga de energía potencialmente catastrófica debido al efecto de limitación de Blinovitch Limitation Effect
La figura que se hace pasar por el Doctor se ve obligada a revelarse como Mawdryn, uno de los muchos científicos humanos a bordo del trasatlántico que trataban de descubrir el secreto de regeneración del Señor del Tiempo. Sus experimentos fallaron, y él y sus colegas científicos se volvieron inmortales en este doloroso estado y buscaron morir, pero el Doctor determina que la única forma de hacerlo es abandonar sus regeneraciones restantes. Él intenta irse con sus compañeros, pero descubre que Nyssa y Tegan sufren la misma aflicción que Mawdryn y se desvanecen rápidamente una vez en el Vórtice del Tiempo, y rápidamente regresa a la nave. El Doctor acepta abandonar sus regeneraciones y se prepara para transferir esta energía. En otra parte del barco, los dos brigadieres, después de haber quedado solos, se las han arreglado para encontrarse. Extienden la mano para tocar, y el destello de energía ocurre justo en el momento justo antes de que el Doctor renuncie a sus regeneraciones para ayudar a poner fin a las vidas de Mawdryn y sus colegas, restaurar a Nyssa y Tegan y salvar al Doctor. El Brigadier más joven se desmaya, y el Doctor sospecha que este fue el trauma que le hizo perder sus recuerdos. La tripulación TARDIS devuelve a los Brigadiers a su tiempo apropiado, y el Doctor acepta la solicitud de Turlough para unirse a su tripulación, sin saber de la influencia del Guardián Negro.

### Continuidad
Todas las historias de la 20.ª temporada presentaron enemigos del pasado del Doctor. El enemigo pasado de esta historia y de las dos siguientes fue el Guardián Negro, que se enfrentó por última vez con el Cuarto Doctor al final de la saga The Key to Time, en The Armageddon Factor (1979). La trilogía del Guardián Negro continua en el serial siguiente, Terminus. También fue el primer encuentro entre el Quinto Doctor y el Brigadier. Durante las escenas de flashback del Brigadier, el ve al Yeti (The Web of Fear), a los Cybermen (The Invasion), al Segundo Doctor (The Three Doctors, los Axones (The Claws of Axos), los Daleks (Day of the Daleks), al Tercer Doctor (Spearhead from Space), al Primer Doctor (The Three Doctors), al robot K1 (Robot), a un Zygon (Terror of the Zygons), al Cuarto Doctor, y a sí mismo finalmente (The Three Doctors). Todos estos fragmentos se presentaron en blanco y negro teñido en sepia.
Mawdryn Undead deja claro por primera vez de forma explícita en la serie que el Doctor actual está en su quinta encarnación. El Doctor dice claramente que le quedan ocho encarnaciones después de la actual, confirmando que no hubo encarnaciones anteriores a la primera televisiva interpretada por William Hartnell.
El Doctor cita el "Efecto de limitación Blinovitch" como la razón de la descarga de energía temporal resultante del encuentro entre los dos Brigadiers. Esto se mencionó por primera vez en el serial del Tercer Doctor Day of the Daleks. Sin embargo, este efecto no parece afectar a los Señores del Tiempo, o como mínimo puede ser mitigado, ya que el Doctor se ha encontrado con sus encarnaciones anteriores en muchas ocasiones (el envejecimiento de esas encarnaciones podría ser una explicación a esto). En el cuarto episodio, el Doctor dice que podría intentar "revertir la polaridad del flujo de neutrones", una frase icónica del Tercer Doctor.
El Doctor se refiere a varias personas que trabajaron con él en UNIT, concretamente al Sargento Benton, Harry Sullivan, Jo Grant, Sarah Jane Smith y Liz Shaw. En un raro caso de mención de fechas en la línea temporal de UNIT, el Brigadier dice que Benton abandonó en 1979 y se hizo vendedor de coches usados, y que Sullivan había ascendido para hacer trabajos secretos para el gobierno en algún momento anterior a 1983. El episodio también establece que el Brigadier abandonó UNIT en 1976 y se hizo profesor, aunque los seriales The Five Doctors y Battlefield establecen que después reanudó sus relaciones con la organización.

## Producción
| Episodio          | Fecha de emisión     | Duración | Espectadores en millones | Estado en el archivo  |
| ----------------- | -------------------- | -------- | ------------------------ | --------------------- |
| Episodio 1        | 1 de febrero de 1983 | 24:03    | 6,5                      | Cinta original en PAL |
| Episodio 2        | 2 de febrero de 1983 | 24:33    | 7,5                      | Cinta original en PAL |
| Episodio 3        | 8 de febrero de 1983 | 24:32    | 7,4                      | Cinta original en PAL |
| Episodio 4        | 9 de febrero de 1983 | 24:33    | 7,7                      | Cinta original en PAL |
| [ 1 ] [ 2 ] [ 3 ] |                      |          |                          |                       |

Mawdryn Undead fue un reemplazo para un guion anterior, The Song of the Space Whale, de Pat Mills. Ese guion se cayó cuando Mills y el editor de guiones Eric Saward no llegaron a un acuerdo respecto a ciertos elementos de la historia. En su lugar, Peter Grimwade produjo rápidamente Mawdryn Undead para rellenar el hueco en la producción y proporcionar así la primera entrega de la trilogía del Guardián Negro.